# Stazione di Iwate-Numakunai
La Stazione di Iwate-Numakunai (いわて沼宮内駅?, Iwate-Numakunai-eki) è una stazione ferroviaria della città di Iwate, nella prefettura di Iwate della regione del Tōhoku utilizzata dai servizi Shinkansen e dalle linee tradizionali.

## Linee
- East Japan Railway Company
  - ■ Tōhoku Shinkansen
- Ferrovia Iwate Ginga
  - ■ Ferrovia Iwate Galaxy